# Remparts de Redon
Les remparts de Redon sont un ensemble de remparts situé à Redon dans l’Ille-et-Vilaine,.

## Histoire
La Mission patrimoine dirigée par Stéphane Bern a octroyé, en 2021, 273 000 euros  pour la restauration des remparts de Redon (reprise des maçonneries du rempart sud et de la courtine)[source insuffisante].